# Dodge Avenger
Dodge Avengers zijn drie verschillende automodellen van het Amerikaanse merk Dodge.
- De Dodge Avenger coupé, gebouwd van 1995 tot 2000,
- De Dodge Avenger Concept, getoond op de North American International Auto Show in 2003,
- De Dodge Avenger sedan, modeljaar 2008.

## Naamgeving
De naam Avenger stamt af van de Hillman Avenger. Hillman behoorde tot de Britse Rootes Group die in Chryslers bezit was.

## Eerste generatie
De eerste generatie van de Dodge Avenger was een tweedeurs coupé die van 1995 tot 2000 werd geassembleerd. Het model werd geproduceerd door Diamond-Star Motors (DSM), een joint venture van Chrysler en Mitsubishi, tot die joint venture in 1995 werd beëindigd. De Avenger werd gebouwd op hetzelfde onderstel als de Mitsubishi Galant.
De Avenger had een wielbasis van 2,62 m en was te verkrijgen met een 2,0 l I4-krachtbron van Chrysler of een 2,5 l V6 van Mitsubishi. Beide motoren konden gekoppeld worden aan een automatische vierversnellingsbak. Voor de I4 was ook een manuele vijfbak beschikbaar. Standaard kwam de Avenger met de manueel geschakelde I4. In de loop van haar levenscyclus werd maar weinig veranderd aan de Avenger. In 1997 was er een kleine face-lift, in 1999 kregen de ES-modellen ABS en in 2000 werd de V6 met automatische versnellingsbak standaard terwijl de I4 geschrapt werd. In 2000 werd de Avenger stopgezet en in 2001 werd het model vervangen door de Stratus.

## Tweede generatie
Voor modeljaar 2008 staat een nieuwe Dodge Avenger gepland die de verouderde Stratus moet vervangen. Deze sedan zal op het Mitsubishi GS-platform worden gebouwd dat voor het model verlengd wordt en JS zal heten.
De nieuwe Avenger zal verkrijgbaar zijn met een 2,4 l 4-cilinder basismotor, een 2,7 l V6 en een 3,5 l V6. De eerste twee genoemde motoren zullen worden gekoppeld aan een automatische 4-versnellingsbak. De 3,5 l, die 250 pk sterk is, krijgt een nieuwe 6-versnellingsbak.

## Dodge Avenger in Nederland
De Dodge Avenger werd ook geleverd in Nederland; met een 2.0 liter vier-in-lijn, 2.0 liter CRD (2.0 TDI van VAG) en de 2.7 V6. De Avenger was tot en met 2008 verkrijgbaar met een 2.4 liter vier-in-lijn-motor. De 2.7 liter-versie had een automatische zesversnellingsbak.
De Dodge Avenger was verkrijgbaar in vier varianten:
- De SE
- De SE Business Line
- De SXT
- De SXT Business Line

Sinds modeljaar 2011 is de Avenger niet meer te verkrijgen in Nederland vanwege teleurstellende verkoopsresultaten in heel Europa. De Avenger blijft wel in de VS verkrijgbaar in twee varianten: de SXT en de R/T. De R/T heeft een 3.5 liter V6 in combinatie met een automatische zesversnellingsbak. Deze versnellingsbak heeft de AutoStick-technologie van Chrysler.